# Tajar Zavalani
Tajar Zavalani, född den 15 augusti 1903 i Bitola i Makedonien, död den 19 augusti 1966 i England i Storbritannien, var en albansk historiker och författare.
Zavalani föddes den 15 augusti 1903 i Bitola i dåvarande Osmanska Albanien, nuvarande Nordmakedonien. Han var son till journalisten Fehim Zavalani, som anordnade Manastirkongressen i sitt hotell. Zavalani studerade litteratur i en fransk skola i Thessaloniki. 1924  deltog han i junirevolutionen där man lyckades störta kung Zog. Men sex månader senare med hjälp från Jugoslavien återtog Zog makten, varvid han flydde till Italien. I Italien kom han i kontakt med sovjetiska agenter och rekryterades. Han erbjöds att studera i Sovjetunionen vilket han accepterade och studerade flera år i Moskva och Leningrad. November 1930, lämna han sovjetunionen och flyttade först till Berlin och senare till Leysin i Schweiz. Januari 1933, återvände han till Albanien. Efter den italienska invasionen av Albanien 1939 internerades han i norra Italien. Han lyckades dock rymma och flydde till England. November 1940, fick han ett jobb i den albanska sektionen i BBC där han jobbade fram till sin olycka 1966.

### Fotnoter
1. ↑  Elsie, Robert (2019-09-29) (på Engelska). Historical Dictionary of Albania. sid. 497